# Huỳnh Bá Chánh
Huỳnh Bá Chánh (1832-1887) là một nghĩa sĩ chống Pháp thời Nguyễn.

## Sự nghiệp
Ông sinh tại làng Quảng khái Đông, huyện Diên Phước, Phủ Điện Bàn, tỉnh Quảng Nam, nay là phường Hòa Hải quận Ngũ Hành Sơn, thành phố Đà Nẵng.
Ông xuất thân từ một gia đình bần nông có truyền thống hiếu học. Sớm mồ côi cha mẹ. phải ở nhà ông bác, cắt cỏ chăn trâu. Nhà ông bác giàu có đông con có mời  thầy dạy học. Hàng ngày trước giờ đi chăn trâu, đi làm đồng. Ông tranh thủ dậy sớm để cùng học với các anh. Nhiều lần thầy hỏi bài cũ, các anh không trả lời được phải nhờ ông đứng sau nhà nhắc dùm. Thầy giáo thấy ông hiếu học mà lại có trí thông minh, tích cực góp ý với ông bác cho ông nghỉ hẳn công việc đồng án và gia đình để tiếp tục học tập. Cũng từ đấy được sự giúp đỡ của ông bác và bà con thân thuộc, ông có thêm điều kiện học tập, quyết học đến nơi, đến chốn.
```
         Năm Qúy Dậu     (1873) – Thi đỗ cử nhân.
```

```
         Năm Ất Hợi        (1975) – Bổ làm tri huyện Phù Cát.
```

```
         Năm Đinh Sửu    (1877) – Bổ làm trị huyện Tuy Phước.
```

```
         Năm Mậu Dần    (1878) – Bổ làm tri huyện Phù Mỹ.
```

```
         Năm Kỷ Mão      (1879) – Thi đỗ Phó Bảng, bổ đi tri phủ Hoài Nhơn.
```

```
         Năm Tân Tỵ        (1881) – Bổ làm tri phủ An Nhơn.
```

```
         Năm Nhâm Ngọ  (1882) – Bổ đi tri phủ Tư Nghĩa.
```

Cuối năm Nhâm Ngọ (1882) đầu năm Qúy Mùi (1883) theo lệnh vua Tự Đức điều ông về kinh nhậm chức giám sát Ngự sử Hà Ninh Đạo, rồi phụ trách phụ đạo Hoàng Tử Ưng Đăng. Năm Giáp Thân (1884) thăng chức Viên Ngoại Lang tại dinh Kiến Ty thuộc Công Bộ rồi Bộ Lại sung chức Hành tẩu trong Cơ Mật Viện.
Năm Ất Dậu (1885) ông treo ấn từ quan, liên hệ các sĩ phu văn thân về Quảng Nam lập Tân Tỉnh chống Pháp. Nguyễn Duy Hiệu làm Tổng đốc, Phan Bá Phiến làm Án sát, Huỳnh Bá Chánh làm bố chánh v.v...Cuối năm Đinh Mùi (1887) Tân Tỉnh thất bại, ông ẩn trú tại Tiên Phước chờ ngày qua Xiêm (Thái Lan), nhưng trước cảnh dân làng bị địch triệt hạ, tàn sát,  tra tấn bắt phải tìm cho được Huỳnh Bá Chánh. Không thì đốt sạch, giết sạch. Ông nghĩ: “mình làm mình chịu, thà ta chết để cứu bà con làng xóm, dân còn tất nước còn”. Ông về Chùa Non Nước rồi đưa tin cho dân làng biết để báo giặc đến bắt. Ông bị thực dân Pháp và triều đình Huế xử kết án tử hình và xử tử tại bến thế Vĩnh Điện, ngày mồng 6 tháng chạp năm Đinh Mùi (1887). Thi hài ông được đưa về an táng tại làng Quảng Khái Đông (Hòa Hải). Trên mộ bia của ông có ghi: “ Tiền triều giám sát Đô Ngự sử, Liệt sĩ Huỳnh Quý Công chi mộ”.